# کاستلنووو پارانو
کاستلنووو پارانو (به ایتالیایی: Castelnuovo Parano) یک کومونه در ایتالیا است که در استان فروزینونه واقع شده‌است.

## خصوصیات
کاستلنووو پارانو ۱۰٫۰ کیلومترمربع مساحت و ۸۹۴ نفر جمعیت دارد و ۳۱۰ متر بالاتر از سطح دریا واقع شده‌است.